# Glaucium flavum

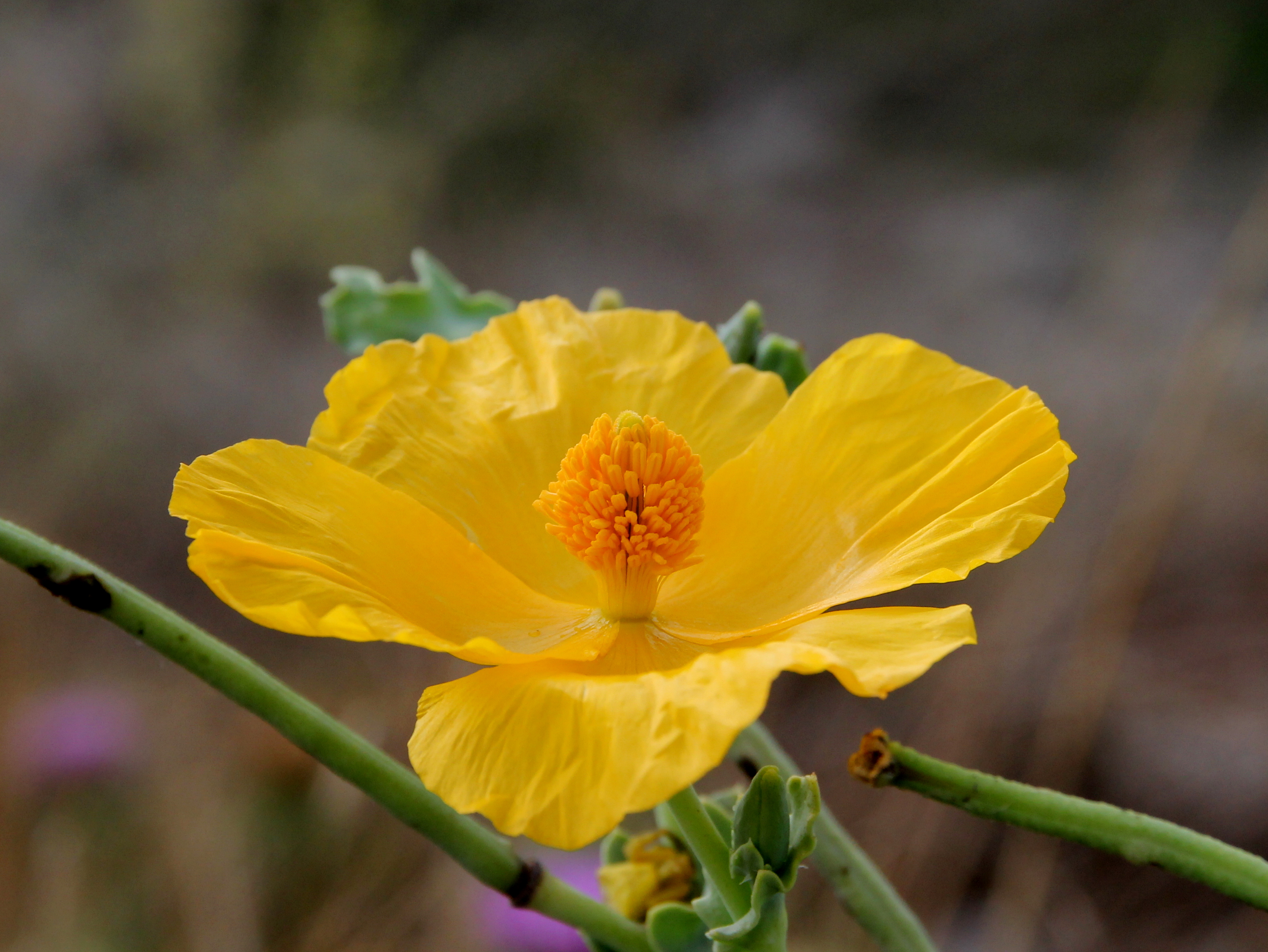
Glaucium flavum - MHNT

Glaucium flavum é uma espécie de planta com flor pertencente à família Papaveraceae. 
A autoridade científica da espécie é Crantz, tendo sido publicada em Stirpium Austriarum Fasciculus 2: 133. 1763.

## Portugal
Trata-se de uma espécie presente no território português, nomeadamente em Portugal Continental.
Em termos de naturalidade é nativa da região atrás indicada.

## Protecção
Não se encontra protegida por legislação portuguesa ou da Comunidade Europeia.